# Géométrie finie
Une géométrie finie est un système géométrique dont les points sont en nombre fini. La géométrie euclidienne usuelle n'est pas finie, une droite euclidienne possédant une infinité de points. Une géométrie basée sur les images affichées sur un écran d'ordinateur, où les pixels sont considérés comme des points, serait une géométrie finie. Bien qu'il existe de nombreux systèmes que l'on pourrait appeler des géométries finies, on porte principalement l'attention sur les espaces projectifs et affines finis en raison de leur régularité et de leur simplicité. D'autres exemples de géométries finies sont donnés par les plans de Möbius (ou plans inversifs) finis et les plans de Laguerre, qui font partie plus généralement des plans de Benz, et leurs analogues en dimension supérieure (géométries inversives finies).

Les géométries finies peuvent être construites via l'algèbre linéaire, à partir d'espaces vectoriels sur un corps fini ; les plans affines et projectifs ainsi construits sont appelés des géométries de Galois. Les géométries finies peuvent également être définies purement axiomatiquement. Les géométries finies les plus courantes sont les géométries de Galois, puisque tout espace projectif fini de dimension trois ou plus est isomorphe à un espace projectif sur un corps fini (c'est-à-dire la « projectivisation » d'un espace vectoriel sur un corps fini). Cependant, en dimension deux, il existe des plans affines ou projectifs qui ne sont pas isomorphes à des géométries de Galois, à savoir les plans non arguésiens. On obtient des résultats similaires pour d'autres types de géométries finies.

Plan affine fini d'ordre 2, contenant 4 « points » et 6 « droites ». Les droites de même couleur sont « parallèles ». Le centre de la figure n'est pas un « point » de ce plan affine ; les deux « lignes » vertes ne « se croisent » pas.

## Plans finis

Plan affine fini d'ordre 3, possédant 9 points et 12 droites de 3 points chacune, réparties en 4 classes de 3 droites parallèles.

Il existe deux principaux types de géométrie plane finie : les géométries affine et projective. Dans un plan affine, il existe des droites parallèles, c'est-à-dire des droites sans point commun. Dans un plan projectif, en revanche, deux droites quelconques se coupent en un unique point. Les géométries planes affine et projective finies sont définies par des axiomes assez simples.

### Plans affines finis
Une géométrie plane affine consiste en la donnée d'un ensemble non vide {\displaystyle {\mathcal {P}}} (dont les éléments sont appelés points), et d'un ensemble non vide {\displaystyle {\mathcal {D}}} de parties de {\displaystyle {\mathcal {P}}} (dont les éléments sont appelés droites), tels que :
1. étant donnés deux points distincts, il existe exactement une droite les contenant ;
2. (axiome de Playfair) étant donné une droite {\displaystyle d} et un point {\displaystyle p} en dehors de {\displaystyle d}, il existe exactement une droite {\displaystyle d'} contenant {\displaystyle p} tel que {\displaystyle d\cap d'=\varnothing } ;
3. il existe un ensemble de quatre points, dont trois n'appartiennent pas à une même droite.

Le dernier axiome garantit que la géométrie n'est pas triviale (soit vide, soit trop simple pour être intéressante, comme une droite unique ayant un nombre arbitraire de points).
Le plan affine le plus simple ne contient que quatre points ; on l'appelle le plan affine d'ordre 2 (l'ordre d'un plan affine est le nombre de points de chaque droite, voir ci-dessous). Puisqu'il ne peut y avoir trois points sur une même droite, et comme toute paire de points détermine une droite unique, ce plan contient six droites. Il peut être représenté par un tétraèdre où les arêtes non sécantes sont considérées comme « parallèles », ou à un carré où non seulement les côtés opposés, mais aussi les diagonales, sont considérées comme « parallèles ». 
Plus généralement, un plan affine fini d'ordre {\displaystyle n} possède {\displaystyle n^{2}} points et {\displaystyle n(n+1)} droites ; chaque droite contient {\displaystyle n} points, et chaque point appartient à {\displaystyle n+1} droites ;  il existe {\displaystyle n+1} classes de droites parallèles,. Le plan affine d'ordre 3 est appelé configuration de Hesse.

### Plans projectifs finis
Une géométrie plane projective consiste en la donnée d'un ensemble non vide {\displaystyle {\mathcal {P}}} (dont les éléments sont appelés « points »), et d'un ensemble non vide {\displaystyle {\mathcal {D}}} de parties de {\displaystyle {\mathcal {P}}} (dont les éléments sont appelés « droites »), tels que :
1. étant donnés deux points distincts, il existe exactement une droite les contenant ;
2. l'intersection de deux droites distinctes contient exactement un point ;
3. il existe un ensemble de quatre points, dont trois n'appartiennent pas à une même droite.

Un examen des deux premiers axiomes montre qu'ils sont identiques si l'on inverse les rôles des points et des droites. Ceci suggère le principe de dualité pour les géométries planes projectives, qui énonce que toute propriété valable dans ces géométries reste vraie si on échange les points et les droites.

#### Plan de Fano

Plan de Fano, plan projectif d'ordre 2.

Dualité dans le plan de Fano : Chaque point correspond à une droite et inversement.

La plus petite géométrie satisfaisant aux trois axiomes possède sept points. Ce plan projectif, appelé plan de Fano, possède sept droites ; chaque point appartient à trois droites, et chaque droite contient trois points. Si l'une des droites est supprimée du plan, ainsi que les points de cette droite, la géométrie résultante est le plan affine d'ordre 2. Le plan de Fano est aussi appelé plan projectif d'ordre 2 car il est unique (à isomorphisme près). 

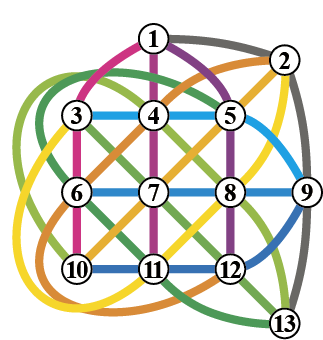
Plan projectif d'ordre 3 : 13 points et 13 droites ; chaque droite possède 4 points et chaque point appartient à 4 droites

Une permutation des sept points du plan de Fano qui transforme des points alignés (i.e. sur une même droite) en des points alignés est appelée une collinéation de ce plan. Le groupe des collinéations du plan de Fano est d'ordre 168 et est isomorphe au groupe PSL(2,7) ≈ PSL(3,2), qui dans ce cas particulier est aussi isomorphe au groupe linéaire général GL(3,2) ≈ PGL(3,2) .

#### Cas général
En généralité, le plan projectif d'ordre {\displaystyle n} possède {\displaystyle n^{2}+n+1} points et le même nombre de droites ; chaque droite contient {\displaystyle n+1} points, et chaque point appartient à {\displaystyle n+1} droites.
On peut résumer ceci dans le tableau :
|                                         | Plan affine d'ordre {\displaystyle n} | Plan projectif d'ordre {\displaystyle n} |
| --------------------------------------- | ------------------------------------- | ---------------------------------------- |
| Nombre de points d'une droite           | {\displaystyle n}                     | {\displaystyle n+1}                      |
| Nombre de droites passant par un point  | {\displaystyle n+1}                   | {\displaystyle n+1}                      |
| Nombre de classes de droites parallèles | {\displaystyle n+1}                   |                                          |
| Nombre de points du plan                | {\displaystyle n^{2}}                 | {\displaystyle n^{2}+n+1}                |
| Nombre de droites dans le plan          | {\displaystyle n^{2}+n}               | {\displaystyle n^{2}+n+1}                |

### Ordre d'un plan fini
Un plan fini est d'ordre {\displaystyle n} si chaque droite possède {\displaystyle n} points (pour un plan affine), ou  {\displaystyle n+1}  points (pour un plan projectif). Une question ouverte majeure en géométrie finie est la suivante :
L'ordre d'un plan fini est-il toujours la puissance d'un nombre premier (ou nombre primaire) ?
L'opinion des experts est que cela est vrai.
Des plans affines et projectifs d'ordre {\displaystyle n} existent lorsque {\displaystyle n} est un nombre primaire (un nombre premier élevé à un exposant entier strictement positif), en utilisant des plans affines et projectifs sur le corps fini ayant {\displaystyle n=p^{k}} éléments. Il existe aussi des plans qui ne proviennent pas de corps finis (par exemple pour {\displaystyle n=9}) mais tous les exemples connus sont d'ordre un nombre primaire.
Le meilleur résultat général connu à ce jour est le théorème de Bruck-Ryser de 1949, qui stipule :
Si {\displaystyle n} est un entier strictement positif de la forme 4k + 1 ou 4k + 2 et si {\displaystyle n} n'est pas égal à la somme de deux carrés, alors {\displaystyle n} n'est pas l'ordre d'un plan fini.
Il n'existe donc pas de plan fini d'ordre 6 car 6 = 4 + 2 et n'est pas somme de deux carrés. Les ordres interdits forment la suite A046712 de l'OEIS : 6, 14, 21, 22, 30, 33, 38, 42, 46, 54, 57, 62, 66, 69, 70, 77, 78, 86, 93, 94, 102...
Le plus petit entier qui n'est pas un nombre primaire et qui n'est pas couvert par le théorème de Bruck-Ryser est 10 ; le nombre 10 est de la forme 4k + 2, mais il est égal à la somme des carrés 12 + 32. La non-existence d'un plan fini d'ordre 10 a été prouvée par une preuve assistée par ordinateur qui s'est terminée en 1989 – voir (Lam 1991) pour plus de détails.
Le plus petit nombre suivant à considérer est 12, pour lequel aucun résultat positif ou négatif n'a été prouvé.

### Historique
Des exemples individuels peuvent être trouvés dans les travaux de Thomas Kirkman (1847) et le développement systématique de la géométrie projective finie effectué par von Staudt (1856).
Le premier traitement axiomatique de la géométrie projective finie a été développé par le mathématicien italien Gino Fano. Dans son travail sur la preuve de l'indépendance de l'ensemble des axiomes de l'espace projectif d'ordre {\displaystyle n} qu'il a développé, il a considéré un espace tridimensionnel fini avec 15 points, 35 droites et 15 plans (voir ci-dessous), dans lequel chaque droite n'a que trois points.
En 1906, Oswald Veblen et W. H. Bussey ont décrit la géométrie projective en utilisant des coordonnées homogènes avec des coefficients dans le corps fini {\displaystyle \mathbb {F} _{q}}. Lorsque {\displaystyle n+1}  coordonnées sont utilisées, la géométrie finie à {\displaystyle n} dimensions est notée PG({\displaystyle n}, {\displaystyle q}). Elle apparaît en géométrie synthétique et a un groupe de transformations associé, le groupe projectif linéaire d'ordre {\displaystyle n}.

## Espaces finis de dimension 3 ou plus
Pour certaines différences importantes entre la géométrie plane finie et la géométrie des espaces finis de dimension supérieure, voir l'article « espace projectif ». Pour une discussion sur les espaces finis de dimension supérieure en général, voir, par exemple, les travaux de J. W. P. Hirschfeld. L'étude de ces espaces de dimension supérieure (n ≥ 3) a de nombreuses applications importantes dans les théories mathématiques avancées.

### Définition axiomatique
Un espace projectif S peut être défini axiomatiquement comme un ensemble {\displaystyle {\mathcal {P}}} (l'ensemble des points), ainsi qu'un ensemble {\displaystyle {\mathcal {D}}} de sous-ensembles de {\displaystyle {\mathcal {P}}} (l'ensemble des droites), satisfaisant aux axiomes suivants :
- deux points distincts p et q appartiennent à exactement une droite ;
- axiome de Veblen[9] : si a, b, c, d sont des points distincts et que les droites passant par a, b et c, d se rencontrent, alors les droites passant par a, c et b, d se rencontrent aussi ;
- toute droite comporte au moins 3 points.

Le dernier axiome élimine les cas réductibles qui peuvent être écrits comme réunion disjointe d'espaces projectifs avec des droites à 2 points joignant deux points quelconques de deux espaces projectifs distincts. 
Plus abstraitement, un espace projectif peut être défini comme une structure d'incidence {\displaystyle ({\mathcal {P}},{\mathcal {D}},{\mathcal {I}})} composée d'un ensemble {\displaystyle {\mathcal {P}}} de points, d'un ensemble {\displaystyle {\mathcal {D}}} de droites et d'une relation d'incidence {\displaystyle {\mathcal {I}}} indiquant quels points se trouvent sur quelles droites.
L'obtention d'un espace projectif fini nécessite un autre axiome :
- l'ensemble des points {\displaystyle {\mathcal {P}}} est un ensemble fini.

Dans tout espace projectif fini, chaque droite contient le même nombre de points et l'ordre de l'espace est défini comme un de moins que ce nombre commun.
Un sous-espace de l'espace projectif est un sous-ensemble {\displaystyle {\mathcal {X}}}, tel que toute droite contenant deux points de {\displaystyle {\mathcal {X}}} est un sous-ensemble de {\displaystyle {\mathcal {X}}} (c'est-à-dire entièrement contenu dans {\displaystyle {\mathcal {X}}} ). L'espace plein et l'espace vide sont toujours des sous-espaces.
La dimension géométrique de l'espace est dite {\displaystyle n} (à ne pas confondre avec le nombre {\displaystyle n} défini ci-dessus pour les plans) si c'est le plus grand nombre pour lequel il existe une chaîne strictement ascendante de sous-espaces de cette forme :
{\displaystyle \varnothing =X_{-1}\subset X_{0}\subset \cdots \subset X_{n}=P}.

### Construction algébrique
Une construction algébrique standard des systèmes satisfait à ces axiomes. On part d'un espace vectoriel de dimension n + 1 sur un corps K (pour mémoire, la dimension de l'espace vectoriel est le nombre d'éléments d'une base). Soient {\displaystyle {\mathcal {P}}} l'ensemble des droites (sous-espaces engendrés par un vecteur non nul) et {\displaystyle {\mathcal {D}}} l'ensemble des plans (sous-espaces engendrés par deux vecteurs non colinéaires, stable par addition et produit par un scalaire) dans cet espace vectoriel. L'incidence est l'inclusion. Si K est fini alors ce doit être un corps fini {\displaystyle \mathbb {F} _{q}}, puisque d'après le théorème de Wedderburn, tous les corps finis sont commutatifs. Dans ce cas, cette construction produit un espace projectif fini. De plus, si la dimension géométrique d'un espace projectif est d'au moins trois, alors il existe un corps à partir duquel l'espace peut être construit de cette manière. Par conséquent, tous les espaces projectifs finis de dimension géométrique au moins trois sont définis sur des corps finis. Un espace projectif fini défini sur un tel corps fini a q + 1 points par droite, donc les deux concepts d'ordre coïncident. Un tel espace projectif fini est noté PG(n, q), où PG signifie « géométrie projective », {\displaystyle n} est la dimension géométrique de la géométrie et {\displaystyle q} est la taille (ordre) du corps fini utilisé pour construire la géométrie.
Le nombre de sous-espaces de dimension k de PG(n, q) est donné par le produit
{\displaystyle {{n+1} \choose {k+1}}_{q}=\prod _{i=0}^{k}{\frac {q^{n+1-i}-1}{q^{i+1}-1}},}
qui est un coefficient binomial gaussien, q-analogue d'un coefficient binomial.

### Classification des espaces projectifs finis par dimension géométrique
- Dimension 0 (pas de droites) : l'espace est un point unique ; ce cas est tellement dégénéré qu'il est généralement ignoré.
- Dimension 1 (exactement une droite) : tous les points se trouvent sur une droite unique, appelée droite projective.
- Dimension 2 : il y a au moins 2 droites et 2 droites se coupent. Un espace projectif où n = 2 est un plan projectif. Ceux-ci sont beaucoup plus difficiles à classer, car tous ne sont pas isomorphes à un PG(d, q) . Les plans arguésiens (ceux qui sont isomorphes à un PG(2, q) ) satisfont au théorème de Desargues et sont des plans projectifs sur des corps finis, mais il existe de nombreux plans non arguésiens.
- Dimension au moins 3 : il existe deux droites non sécantes. Le théorème de Veblen-Young exprime dans le cas fini que tout espace projectif de dimension géométrique n ≥ 3 est isomorphe à un PG(n, q), l'espace projectif de dimension n sur un corps fini Fq.

### Le plus petit espace projectif de dimension trois

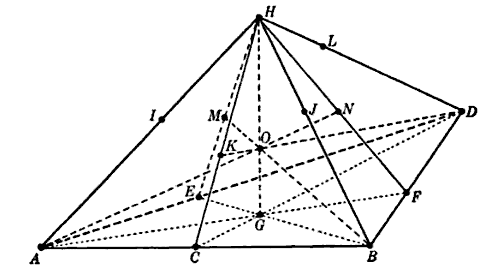
PG(3,2) ; toutes les droites ne sont pas tracées

Le plus petit espace projectif tridimensionnel est construit sur le corps {\displaystyle \mathbb {F} _{2}} et est noté PG(3,2). Il possède 15 points, 35 droites et 15 plans. Chaque plan contient 7 points et 7 droites. Chaque droite contient 3 points. En tant que géométries, ces plans sont isomorphes au plan de Fano.

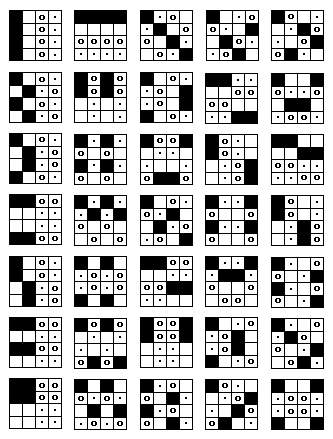
Modèle carré de l'espace tridimensionnel de Fano

Chaque point appartient à 7 droites. Chaque paire de points distincts est contenue dans exactement une droite et chaque paire de plans distincts se croise en exactement une droite.
En 1892, Gino Fano fut le premier à considérer une telle géométrie finie.

#### Le problème des écolières de Kirkman
PG(3,2) apparaît comme l'arrière-plan d'une solution du problème des 15 écolières de Kirkman, qui stipule : « Quinze écolières se promènent sept jours de suite par groupes de trois ; il est requis de les grouper par jour de telle sorte que deux écolières ne se promènent jamais deux fois ensemble. »
Il y a 35 combinaisons différentes pour que les filles marchent ensemble. Il y a aussi 7 jours de la semaine, et 3 filles dans chaque groupe. Deux des sept solutions non isomorphes à ce problème peuvent être exprimées en termes de structures dans l'espace de Fano de dimension 3, PG(3,2), connues sous le nom d'empilements (packings). Un étalement (spread) d'un espace projectif est une partition de ses points en droites disjointes, et un empilement est une partition des droites en étalements disjoints. Dans PG(3,2), un étalement serait une partition des 15 points en 5 droites disjointes (avec 3 points sur chaque droite), correspondant ainsi à la disposition des écolières un jour donné. Un empilement de PG(3,2) se compose de sept étalements disjoints et correspond donc à une semaine complète d'arrangements.